# شهرستان آبای، استان قراغندی
آبای (به قزاقی: Абай ауданы، اباي اۋدانى) در قزاقستان با جمعیت ۵۴٬۰۵۷ نفر است که در استان قراغندی واقع شده‌است.